# Didier Paillard
Pour les articles homonymes, voir Paillard.
Didier Paillard, né le 1er décembre 1954 à Saint-Denis, est un homme politique français. Membre du Parti communiste français (PCF), il est maire de Saint-Denis de 2004 à 2016.

## Biographie
Ajusteur outilleur dans les usines de la Plaine Saint-Denis, son père Léon Paillard est candidat sur la liste du PCF qui s'oppose au maire PPF Jacques Doriot aux élections municipales de 1935.
Didier Paillard obtient un BEP d'appareil en industrie chimique et travaille dès 19 ans et pendant quatre ans comme ouvrier chimiste à la Pharmacie centrale de France, avant de se consacrer pleinement à son activité militante. Membre du Parti communiste français et de la Jeunesse communiste depuis 1971, il devient conseiller municipal de Saint-Denis en 1977, puis adjoint au maire en 1983.
Il devient maire de Saint-Denis le 11 décembre 2004, à la suite de la démission de Patrick Braouezec, qui prend la présidence de la communauté d'agglomération Plaine Commune. 
Didier Paillard est également conseiller général, élu dans le canton de Saint-Denis-Nord-Est, de 1994 à 2008. Il ne se représente pas. Bally Bagayoko, maire-adjoint de Saint-Denis, lui succède.
Le 26 mars 2006, Saint-Denis est l’une des premières villes de France à organiser un « référendum citoyen » sur le droit de vote des résidents étrangers. Le scrutin, organisé par Didier Paillard et soutenu par des personnalités comme François Hollande (PS), Marie-George Buffet (PCF), Dominique Voynet (Verts), Olivier Besancenot (LCR), Arlette Laguiller (LO), Danielle Mitterrand (PS) et Mouloud Aounit (MRAP), est jugé illégal par le tribunal administratif de Cergy.
Engagé dans la construction du Front de gauche, il est membre du conseil national de campagne de Jean-Luc Mélenchon lors de l'élection présidentielle de 2012.
Il est réélu à la suite des élections municipales de 2014, après que sa liste a obtenu 40 % des voix au premier tour puis 50,5 % des voix face à la liste socialiste conduite par le député Mathieu Hanotin, considéré comme un « bébé Bartolone » ; le maintien de la liste socialiste au second tour, même si elle n'est pas parvenue à profiter de l'absence de liste de droite ou d'extrême droite, a créé une tension à gauche. La commune devient un symbole en tant que dernière ville de plus de 100 000 habitants ayant un maire communiste. Une autre ville de plus de 100 000 habitants, Montreuil, repasse sous la houlette d'un maire communiste après ces élections, le Parti communiste perdant par contre face à la droite Saint-Ouen, Bobigny et Le Blanc-Mesnil, dans le département, et dans la « ceinture rouge ».
Le 27 septembre 2016, Didier Paillard annonce sa prochaine démission de ses fonctions de maire de Saint-Denis. Le 3 décembre suivant, le conseil municipal de Saint-Denis désigne Laurent Russier pour lui succéder.

## Détail des mandats

### Mandats régionaux
- 27 mars 1994 - 22 mars 1998 : conseiller général de la Seine-Saint-Denis (canton de Saint-Denis-Nord-Est)
- 22 mars 1998 - 18 mars 2001 : conseiller général de la Seine-Saint-Denis
- 22 mars 2001 - 28 mars 2004 : conseiller général de la Seine-Saint-Denis
- 28 mars 2004 - 16 mars 2008 : conseiller général de la Seine-Saint-Denis

### Mandats locaux
- 1977 - 1983 : conseiller municipal de Saint-Denis (Seine-Saint-Denis)
- 1983 - 1989 : adjoint au maire de  Saint-Denis
- 1989 - 1995 : adjoint au maire de Saint-Denis
- 1995 - 2001 : premier adjoint au maire de  Saint-Denis
- 2001 - 2004 : premier adjoint au maire de  Saint-Denis
- 11 décembre 2004 - 21 mars 2008 : maire de Saint-Denis
- 21 mars 2008 - 4 avril 2014 : maire de Saint-Denis
- 4 avril 2014 - 3 décembre 2016 : maire de Saint-Denis
- 2008 - 2020 : vice-président de Plaine Commune